# Čejkovice, Znojmo
Čejkovice là một làng thuộc huyện Znojmo, vùng Jihomoravský, Cộng hòa Séc.